# Leslie Townsend
Sir Leslie (William) Townsend (22 febbraio 1924 – 13 gennaio 1999) è stato un ammiraglio britannico.

## Carriera
Studiò presso il Regent's Park School, nel Southampton. Entrò nella Royal Navy nel 1942 e combatté nella Seconda guerra mondiale.
Divenne segretario del vice-capo del personale navale nel 1967 e segretario del Primo lord del mare nel 1970. Ha continuato a essere assistente militare del vice-capo del personale della difesa nel 1971 e assistente militare del Presidente del Comitato militare della NATO nel 1974, prima di diventare direttore del Women's Royal Naval Service del Royal Naval Service nel 1976.
Servì come Defence Services Secretary (1979-1982).

## Matrimonio
Nel 1947 sposò Ethel Majorie Bennet ed ebbero due figli.